# Bbg Berliner Baugenossenschaft

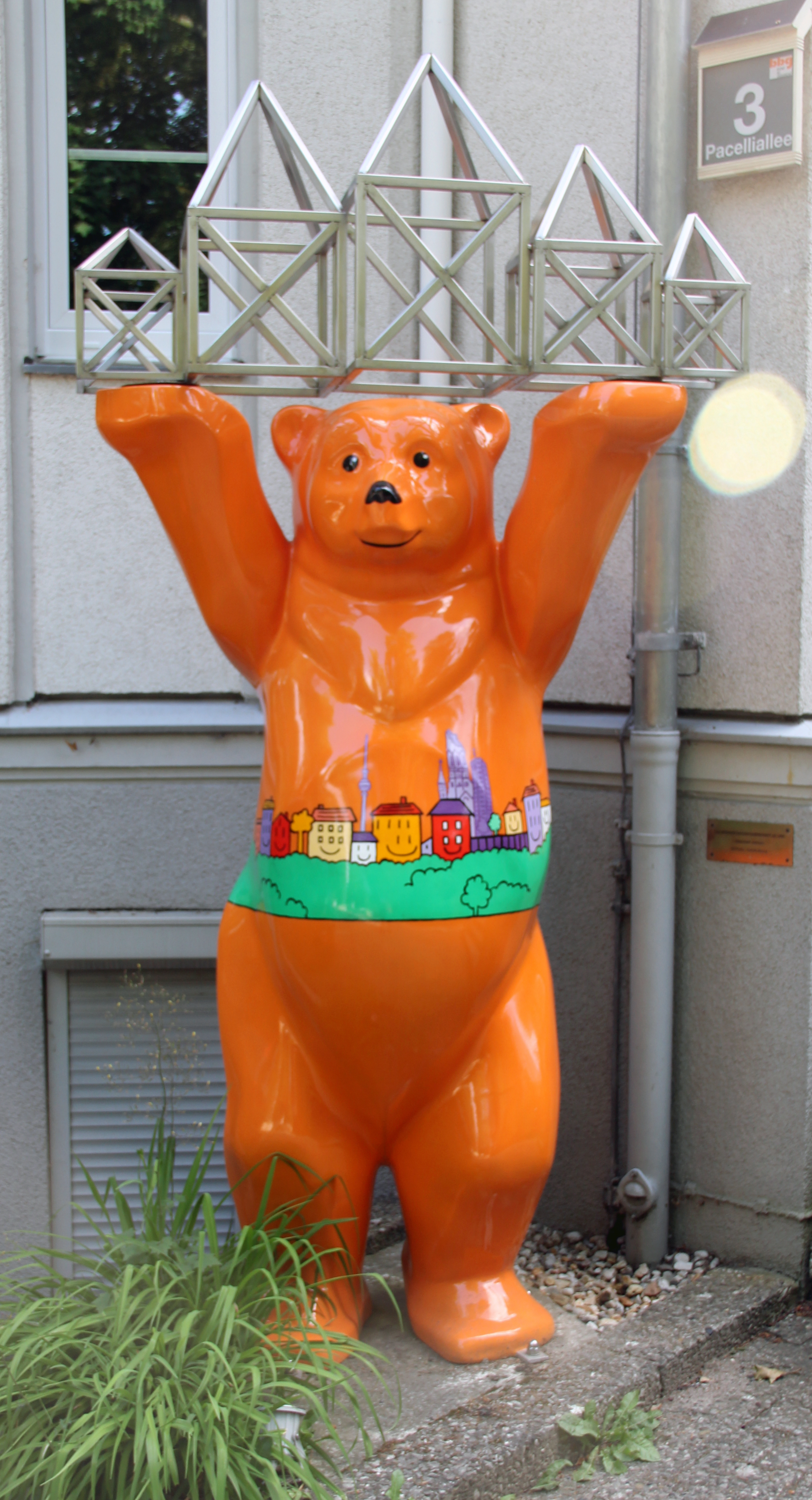
Buddy Bär bärenstark wohnen, Pacelliallee 3, Berlin-Dahlem

Die bbg Berliner Baugenossenschaft eG (Eigenschreibweise: bbg BERLINER BAUGENOSSENSCHAFT) ist eine deutsche Wohnungsbaugenossenschaft mit Sitz in Berlin.
Mit einem Wohnungsbestand von 7018 Wohneinheiten verteilt auf 89 Wohnanlagen (Stand: 30. September 2022) gehört sie zu den größten der rund 80 Baugenossenschaften in Berlin. Der Bestand verteilt sich auf 21 der 96 Berliner Ortsteile. Am 30. September 2022 hatte die bbg 11.986 Mitglieder.

## Geschichte
Die Genossenschaft wurde am 16. Mai 1886 mit 28 Mitgliedern gegründet und ist damit die älteste Wohnungsbaugenossenschaft in Berlin. Im Herbst 1886 wurde das erste Zweifamilienhaus in Adlershof fertiggestellt, die Mitgliederzahl war auf 58 gestiegen. 1887 wurde das zweite Haus fertiggestellt, 1888 weitere sechs und 1889 achtzehn. Am 1. Januar 1890 zählte sie 652 Genossenschaftsmitglieder. 1906 entstand das erste Miethaus, das Karl-Schrader-Haus, an der Ecke Malplaquet- und Liebenwalder Straße im Wedding.
Mit Ende des Ersten Weltkrieges und Einführung der Rentenmark im Jahr 1924 herrschte in Berlin große Wohnungsnot. Wie andere gemeinnützigen Unternehmen, war die bbg in den 1920er Jahren gezwungen, sich vom Eigenheim- auf den Miethausbau umzustellen.
In fünf Jahren schuf die bbg ein Bauprogramm und errichtete neue Wohnanlagen in Köpenick, Reinickendorf, Lichtenberg, Steglitz, Weißensee und Neukölln. Somit entstanden auch in Uhlenhorst und in Kaulsdorf die ersten 56 Mietwohnungen. Bis zum 40. Jubiläum im Mai 1926 wurden in Köpenick weitere 12 Wohnungen fertig, 116 Wohnungen waren in Reinickendorf und Lichtenberg im Bau und 173 Wohnungen befanden sich in Steglitz in Vorbereitung. So verfügte die bbg Ende 1926 über 324 Mietwohnungen. Ende 1929 war diese Zahl auf 1120 gestiegen. 1930 wurden in Pankow 324 Wohnungen fertiggestellt, somit verwaltete die bbg rund 1500 Wohneinheiten im Mietwohnungsbau in ganz Berlin. Im Zweiten Weltkrieg wurde auch der Wohnungsbestand der bbg stark zerstört. Von 1731 Wohnungen blieb nur jede fünfte unbeschädigt, 362 Wohnungen waren total zerstört.
Margareta Spettmann kümmerte sich nach Beendigung des Zweiten Weltkrieges vom Neuköllner Ilsenhof aus um die Belange der bbg. 1946 bestellten die Genossenschaftsmitglieder Margareta Spettmann zum ordentlichen Vorstandsmitglied. Ihr gelang es bis 1947, zwei Drittel der beschädigten Wohnungen wieder bewohnbar zu machen. Im Jahre 1958 wurde in Charlottenburg mit dem Bau von 168 Wohnungen begonnen,  1959/60 kamen 162 Wohnungen im Bezirk Wedding und 1961 noch einmal 165 in Tempelhof hinzu. So entstanden fast 500 Wohnungen in den fünfziger Jahren, ausgestattet mit Zentralheizung, zum Teil innenliegenden Bädern und Aufzug. Insgesamt verfügte die bbg damit wieder über 1659 Wohnungen. Nach Margareta Spettmann ist der Verein benannt, der vielfältige Mieteraktivitäten organisiert.	
Mit der Teilung Berlins wurde der Genossenschaft die Verfügungsgewalt über 613 im Ostsektor der Stadt gelegenen Wohnungen entzogen. 1967 erwarb die bbg 13 Grundstücke an der Kurfürsten-, Machon-, König- und Kochstraße als Sanierungsträger. Anfang der 70er Jahre entstand als größtes Nachkriegsobjekt die Wohnanlage im Ortolanweg mit insgesamt 565 Wohnungen und zwei Gemeinschaftseinrichtungen. Sie wurde im Dezember 1975 fertiggestellt.
Die deutsche Wiedervereinigung brachte für die Genossenschaft das Zusammenwachsen ihres ehemals geteilten Wohnungsbestandes in Ost und West. Während dieser Prozess in Weißensee, Köpenick und Lichtenberg relativ konfliktlos verlief, entstanden größere Schwierigkeiten in Pankow und Hellersdorf, wo Wohnungen teilweise noch in der zweiten Hälfte der 1980er Jahre enteignet wurden. Danach versuchte die bbg, ihren Bestand im Ostteil der Stadt auf Schwerpunktbereiche zu konzentrieren. Dabei kam es 1993 zum Tausch von Bestandsliegenschaften mit dem Beamten-Wohnungs-Verein zu Köpenick eG – 32 Wohnungen der Siegfried-Straße wurden in die Lichtenberger Siedlung integriert und im Gegenzug 34 Wohnungen in Uhlenhorst abgegeben.
Die Genossenschaft hat den Anspruch, mietpreisdämpfend auf den Wohnungsmarkt zu wirken und engagiert sich im Sinne einer Stabilisierung von bestehenden Quartiersstrukturen. Es werden keine Wohnanlagen verkauft oder in Eigentumswohnungen umgewandelt. Jedes Mitglied hat das Recht auf lebenslanges Wohnen.
Mit Wirkung vom 1. Oktober 2018 traten Vorstandsbeschlüsse in Kraft, die neue Mitgliedschaften und den Erwerb freiwilliger Geschäftsanteile beschränken. Bis auf Widerruf werden neue Mitglieder nur aufgenommen, wenn sie aktiv wohnungssuchend sind und die Versorgung mit Wohnraum als umsetzbar eingeschätzt wird. Als Gründe wurden die das Angebot übersteigende Nachfrage, die stabile Eigenkapitallage der Genossenschaft und die im Vergleich zum Kapitalmarkt hohe Rendite angeführt.
Die Berliner Baugenossenschaft ist Mitglied der StadtWatt eG zur beschleunigten Versorgung mit lokal produzierten Strom, beispielsweise zur Dachsolaranlagen.

## Objekte
Der Bestand zum 30. September 2018 umfasste 7026 Wohnungen, 76 Gewerbeeinheiten und 1547 Garagen/Stellplätze, verteilt auf 88 Wohnanlagen.
Ausgewählte Wohnhäuser und -anlagen sind:

### Karl-Schrader-Haus

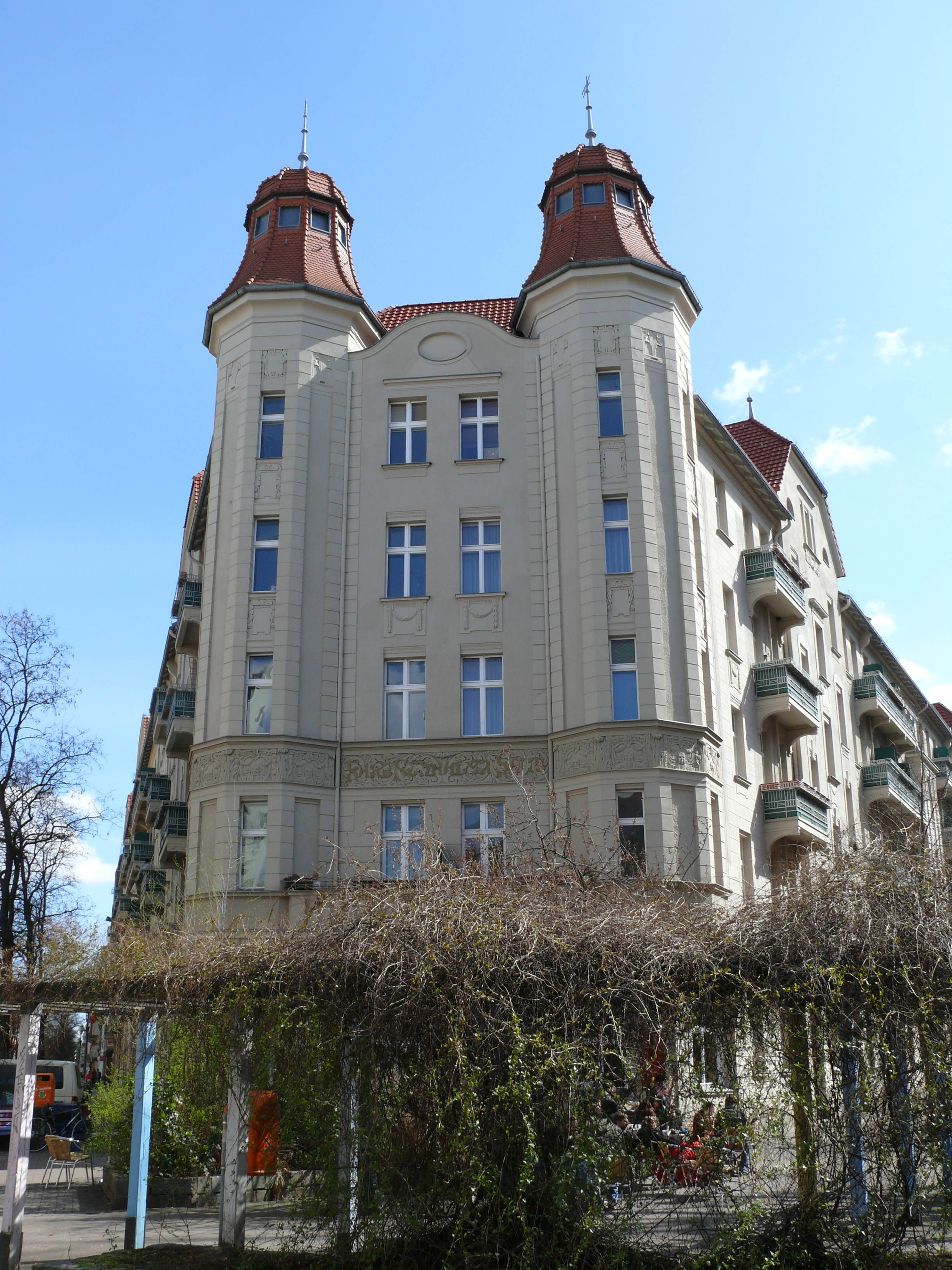
Karl-Schrader-Haus, Malplaquetstraße

Das Karl-Schrader-Haus wurde 1906 als erstes von der bbg errichtetes Mietshaus nach einem der Gründungsvätern der Genossenschaft benannt, dem Juristen Karl Schrader (1834–1913). Das Gebäude liegt an der Ecke Malplaquet- und Liebenwalder Straße im Wedding. Vierzehn Aufgänge verteilen sich um zwei Innenhöfe und einen offenen Straßenhof, um die verschatteten Verhältnisse Berliner Hinterhäuser zu vermeiden. Einige Wohnungen verfügten bereits über ein Bad. Zusätzlich gab es eine Bibliothek und eine Badeanstalt für die Bewohner im Hof der Wohnanlage. Das Haus umfasst heute (Stand 2016) 166 Wohnungen und 3 Gewerbeeinheiten sowie ein Genossenschaftsbüro, eine Waschküche und einen Gemeinschaftssaal. Die Wohnanlage steht unter Denkmalschutz.

### Ilsenhof

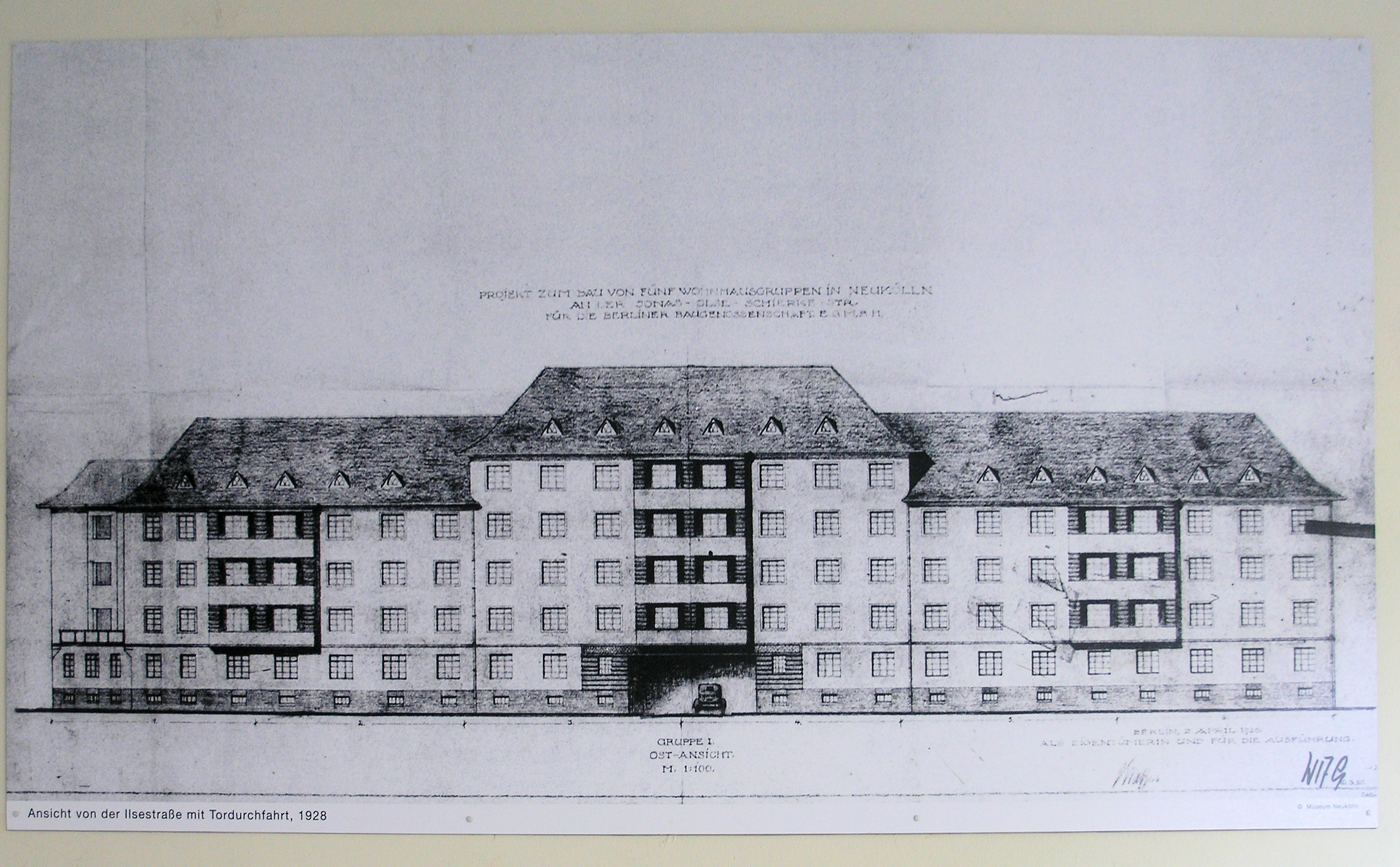
Ilsenhof

Der 1928/29 nach Plänen von Hans Kraffert erbaute Ilsenhof in Berlin-Neukölln zählt zu den bedeutenden Beispielen des Reformwohnungsbaus in Berlin. Er umfasst 182 Wohnungen, die von der Jonasstraße 49–52 im Norden, der Schierker Straße 12–16 im Süden sowie Ilsenhof 1–10 zugänglich sind. Die Wohnungen verfügen über ein bis dreieinhalb Zimmer, die meisten sind von mittlerer Größe. Die ursprüngliche Ausstattung enthielt Kachelöfen, Doppelfenster, Kochstellen und wohnungseigene Badezimmer. Die Wohnanlage steht heute unter Denkmalschutz.

### Ortolan-Schnecke

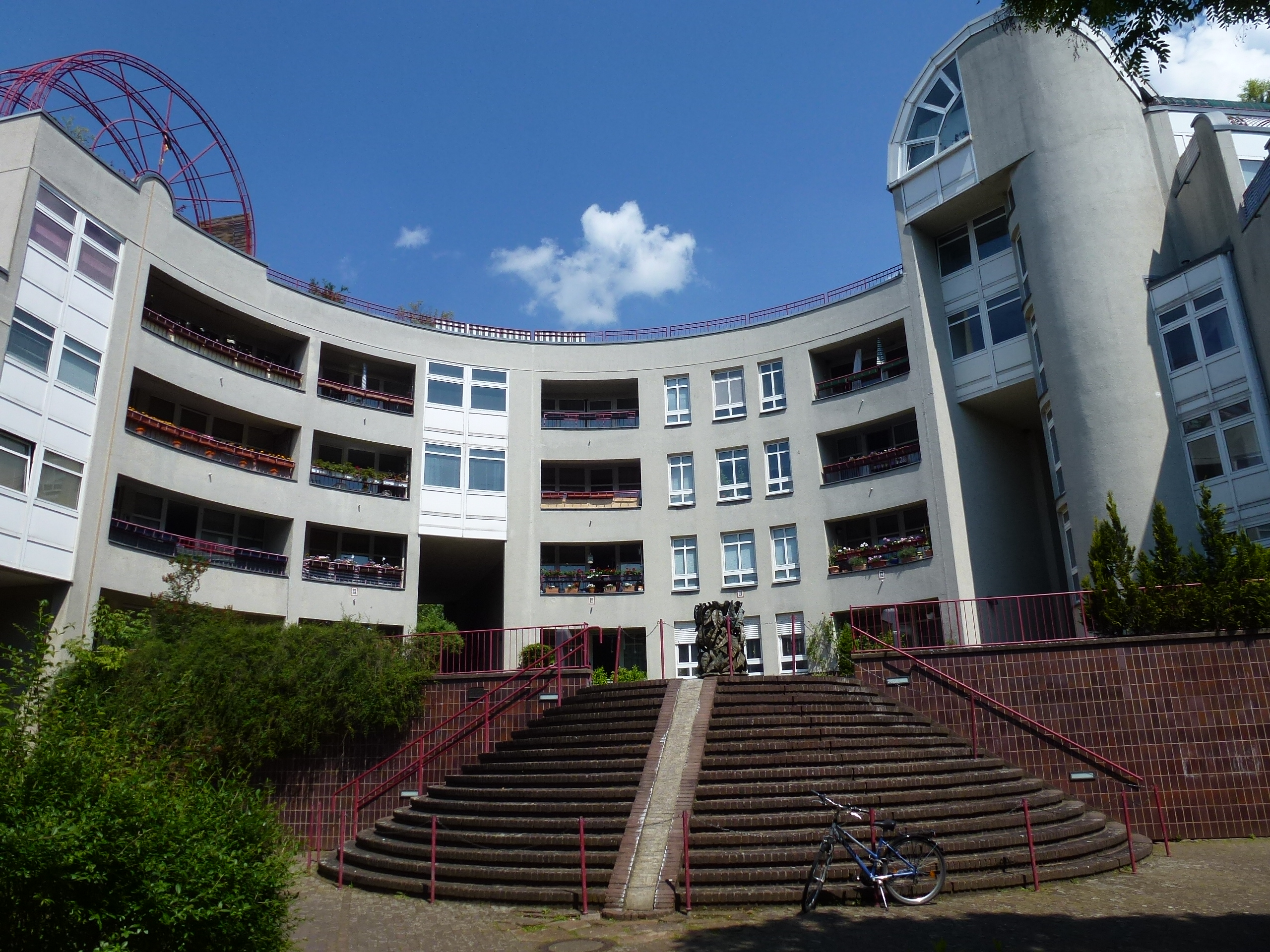
Bunkerüberbauung der Ortolan-Schnecke

Ab 1986 entstand im Rahmen des sozialen Wohnungsbaus in Berlin-Britz am Ortolanweg die Ortolan-Schnecke genannte Wohnanlage. Dabei kam erstmals das Modell genossenschaftlicher Selbsthilfe zur Anwendung: Durch handwerkliche und finanzielle Eigenleistungen beim Ausbau der einzelnen Wohnungen konnten die Genossenschaftsmitglieder Baukosten und Mieten senken. Der Baukörper windet sich schneckenförmig um einen ehemaligen Luftschutzbunker, der nicht beseitigt werden konnte. Architekt Axel Gutzeit plante 93 Wohnungen mit individuell gestaltbaren Grundrissen, Balkonen und gemeinschaftlichen Dachterrassen.
Auf der anderen Straßenseite in Berlin-Buckow befindet sich die sogenannte Ortolanburg, eine neungeschossige Wohnanlage in Plattenbauweise von 1974/75.

## Organe
Die Mitglieder wählen eine Vertreterversammlung, welche aus mindestens 50 Vertretern besteht. Diese wählen den ehrenamtlichen Aufsichtsrat, der aus drei bis neun Genossenschaftsmitgliedern zusammengesetzt ist. Er berät und kontrolliert den Vorstand. Aufsichtsratsvorsitzender ist Manfred Siering. Die Vorstandsmitglieder Kerstin Kirsch und Jens Kahl führen die Geschäfte der bbg.

## Veröffentlichungen
Offizielles Organ der bbg Berliner Baugenossenschaft ist das Newsmagazin bbg intern, das vierteljährlich herausgegeben wird.
Weitere ausgewählte Schriften, die von der Genossenschaft herausgegeben wurden, sind:
- Renate Amann, Barbara von Neumann-Cosel (Red.): 125 Jahre Berliner Baugenossenschaft. Festzeitung. Reportagen, Anekdoten und Erlebnisse. Edition Arkadien, Berlin 2011, ISBN 978-3-930075-39-3.
- Renate Amann, Barbara von Neumann-Cosel (Red.): 80 Jahre Ilsenhof. Genossenschaftliche Oase im Neuköllner Kiez. Edition Arkadien, Berlin 2009, ISBN 978-3-930075-36-2.